# Annales de pomologie belge et étrangère
Les Annales de pomologie belge et étrangère (1853-1860) est une revue annuelle publiée par la Commission royale de pomologie et dont Alexandre Bivort est le rédacteur scientifique.
Au total, la collection de la revue comprend 8 volumes et décrit scientifiquement plus de 450 fruits différents. Les fruits sont illustrés à travers 384 planches chromolithographiées ,. L'artiste de ces illustrations n'est pas connu.
L'ensemble de la revue a été rééditée en 2002 sous forme d'un livre : Annales de pomologie belge et étrangère: dessins et descriptions de 450 fruits (Naturalia, 2002;  (ISBN 9782909717333).

## Rédacteurs
- Alexandre Bivort (rédacteur et rédacteur scientifique)
- Alfred-Théodore Boisbunel
- Charles et Ernest Baltet
- Laurent de Bavay
- Jules de Liron d’Airoles
- Antoine-Joseph Gailly
- Charles Auguste Hennau
- Alfred Loisel
- Auguste Royer
- Félix Sahut
- Michel Scheidweiler
- Jérôme Tougard